# Appilly
 Appilly  là một xã thuộc tỉnh Oise trong vùng Hauts-de-France phía bắc Pháp. Xã này nằm ở khu vực có độ cao từ 36-59 mét trên mực nước biển. Dân số thời điểm năm 2006 là 507 người.